# Joan Martí i Alanis
Joan Martí i Alanis, né le 29 novembre 1928 et mort le 11 octobre 2009 à Barcelone, était évêque d'Urgell, coprince d'Andorre de 1971 à 2003. Il a signé la Constitution d'Andorre avec François Mitterrand.